# Vista Hermosa, Chiapas
Vista Hermosa är en ort i Mexiko.   Den ligger i kommunen Huixtla och delstaten Chiapas, i den sydöstra delen av landet, 900 km sydost om huvudstaden Mexico City. Vista Hermosa ligger 43 meter över havet och antalet invånare är 115.
Terrängen runt Vista Hermosa är varierad. Runt Vista Hermosa är det ganska tätbefolkat, med 104 invånare per kvadratkilometer. Närmaste större samhälle är Huixtla, 2,8 km sydost om Vista Hermosa. I omgivningarna runt Vista Hermosa växer i huvudsak städsegrön lövskog.